# Souternon
Souternon település Franciaországban, Loire megyében. Lakosainak száma 275 fő (2022. január 1.). Souternon Saint-Polgues, Cremeaux, Grézolles, Luré, Saint-Germain-Laval, Saint-Julien-d’Oddes és Vézelin-sur-Loire községekkel határos.

## Népesség
A település népessége az elmúlt években az alábbi módon változott:
| Lakosok száma | 444  | 363  | 378  | 324  | 295  | 296  | 288  | 276  | 265  | 275  |
|               | 1968 | 1982 | 1990 | 2006 | 2013 | 2015 | 2017 | 2019 | 2020 | 2022 |